# Wiktor Wirgiliusz Mieczkowski
Wiktor Wirgiliusz Mieczkowski ps. „Brzoza” (ur. 27 listopada 1906 w Ostrowi Mazowieckiej, zm. 15 lutego 1944) – lekarz i działacz harcerski.
Był synem Ludwika Mieczkowskiego i Heleny z Nowców.
Jego ojciec był zasłużonym w obywatelstwie burmistrzem Ostrowi Mazowieckiej, działaczem Stronnictwa Narodowego, aptekarzem.
Wiktor naukę rozpoczął w gimnazjum w Ostrowi Mazowieckiej. W roku 1925 przeniósł się do gimnazjum w Wyszkowie, gdzie zrobił maturę. Naukę kontynuował studiując medycynę początkowo na Uniwersytecie w Wilnie, a następnie w Warszawie. Przez niemal całe aktywne życie był związany z harcerstwem, już w Ostrowi Mazowieckiej pełnił funkcję drużynowego.
W czasie studiów pracował w Komendzie Hufca Mokotów Chorągwi Warszawskiej ze stopniem podharcmistrza. Po ukończeniu studiów odbył służbę wojskową w Szkole Podchorążych Sanitarnych Rezerwy w Warszawie. Do wybuchu wojny pracował w Klinice Uniwersyteckiej w Warszawie. Kampanię wrześniową odbywał jako porucznik-lekarz, najpierw w Zegrzu, a następnie w obronie Warszawy. Przez krótki czas przebywał w niewoli niemieckiej, następnie powrócił do Warszawy, gdzie kontynuował pracę w Szpitalu Zakaźnym przy ul. Grochowskiej, a także w Poradni Przeciwgruźliczej przy ulicy Brzeskiej. Pozostawił po sobie opinię bardzo sumiennego i ofiarnego lekarza.
Dnia 6 marca 1940 r. zawarł związek małżeński z Genowefą Bulińską, mieli syna Andrzeja ur. w 1941 r. 
Od początku brał udział w działalności konspiracyjnej Szarych Szeregów. W ramach Okręgu Południe PD Chorągwi Warszawskiej Ul Wisła, był komendantem hufca. Okręg Południe Chorągwi Warszawskiej składał się z dwóch grup. Pierwsza składała się z trzech hufców, podłączona była do stałej pracy w organizacji małego sabotażu Wawer, druga grupa kierowana była przez phm Wiktora Mieczkowskiego pseud. Brzoza. Grupa ta składała się z paru drużyn na Powiślu oraz paru drużyn na Mokotowie. Zaskakująca była jej nazwa 'Szare Szeregi'. Komentarz do tej nazwy informował, że podczas gdy pierwsza grupa została odkomenderowana do organizacji "Wawer", druga prowadzi normalną, harcerską robotę.
Dnia 1 października 1941 został mianowany komendantem Okręgu Centrum CT. W czasie pełnienia tej funkcji położył znaczne zasługi przy organizowaniu szkolenia wojskowego dla podległych mu jednostek harcerskich. Sprawował również opiekę lekarską nad członkami Chorągwi. W dniu 17 grudnia 1943 r. został aresztowany przez nazistowskie oddziały niemieckie.
Został rozstrzelany 15 lutego 1944 r. w czasie egzekucji ulicznej pod murem domu nr 6 przy ul. Senatorskiej.